# Kostka przeznaczenia
Kostka przeznaczenia (ang. The Pick of Destiny) – musical rockowy grupy Tenacious D z 2006. Główne role grają muzycy wchodzący w skład Tenacious D: Jack Black i Kyle Gass. Poza nimi gra w tym filmie kilka znanych postaci: Ben Stiller, Tim Robbins, Meat Loaf, Ronnie James Dio, Dave Grohl.
Film otrzymał mieszane recenzje; serwis Rotten Tomatoes przyznał mu wynik 54%.

## Obsada
- Jack Black jako JB
- Kyle Gass jako KG
- Jason Reed jako Lee
- Meat Loaf jako Ojciec małego JB
- Ronnie James Dio jako On sam
- Tim Robbins jako Nieznajomy ze sztuczną nogą
- Ben Stiller jako Sprzedawca w sklepie muzycznym
- Dave Grohl jako Diabeł
- John C. Reilly jako Sasquatch
- Stephanie Erb jako Kelnerka w barze
- Neil Hamburger jako Komik
- Troy Gentile jako Mały JB
- Mason Knight jako Młody KG
- Cynthia Ettinger jako Betty Black
- Andrew Caldwell jako Billy Black

 i inni

## Opis fabuły
Dwóch niespełnionych muzyków: pochodzący z religijnej rodziny, która uważała rocka za dzieło diabła JB (Jack Black) i KG (Kyle Gass), który już od 15 lat próbuje zostać sławnym rockmanem i do którego mama mówi "pączusiu" oraz wysyła mu pieniądze na czynsz, spotykają się pewnego dnia w Hollywood zakładają zespół o nazwie Tenacious D, która jest połączeniem tajemniczych znamion z ich pośladków ("Tenac" oraz "ious D"). Aby zarobić na czynsz i nieco rozsławić swoją kapelę, decydują się na wzięcie udziału w otwartym konkursie muzycznym, jednak z powodu silnej konkurencji zmuszeni są opracować nowy materiał. Przeglądając czasopisma rockowe zauważają, że wszyscy najwięksi wirtuozi gitary używali tej samej kostki do gry. W sklepie muzycznym Sprzedawca (Ben Stiller) zdradza im straszliwą tajemnicę owego przedmiotu. Zrobiona z zęba diabła (Dave Grohl), nasycona piekielną mocą, od średniowiecza trafia z rąk do rąk przypadkowych osób, którzy stają się dzięki niej legendami rocka. Dowiadują się też, że obecnie znajduje się w muzeum Historii Rock n' Rolla. Bohaterowie bez wahania postanawiają wykraść magiczne piórko.
Po drodze spotykają tajemniczego człowieka ze sztuczną nogą, który opowiada JB o tym, jak sam próbował ukraść Kostkę Przeznaczenia i podpowiada mu jak wejść do muzeum. Gdy KG i JB wychodzą z muzeum z Kostką czeka tam już i próbuje ją im zabrać. W tym momencie pojawia się policja i JB oraz KG uciekają, a zatrzymany zostaje ów człowiek.
KG i JB idą na konkurs, ale podczas kłótni kto ma użyć Kostki, ta łamie się i muszą stoczyć rockowy pojedynek z diabłem. Pojedynek wygrywa diabeł i gdy chce strzelić diabelską błyskawicą w KG (który miał zostać nagrodą diabła), JB odbija promień swoją gitarą, który trafia w róg diabła, powodując jego odpadnięcie. Diabeł musi wrócić do piekła.
KG i JB wykorzystali róg diabła jako "fifkę przeznaczenia".